# Brussels Philharmonic
 (décembre 2013).
Ne doit pas être confondu avec Brussels Philharmonic Orchestra.
Le Brussels Philharmonic (anciennement connu sous le nom de Vlaams Radio Orkest) est un orchestre symphonique belge, basé à Bruxelles (Belgique). C'est une institution de la Communauté flamande.

## Histoire
L’orchestre a été fondé en 1935 avec le nom du Groot Symfonie-Orkest, sous l’égide de l'Institut national de radiodiffusion. En 1998, il a pris son indépendance sous le nom de Vlaams Radio Orkest (Orchestre de la radio flamande). Depuis 2008, sa nouvelle appellation, Brussels Philharmonic, souligne le lien étroit de l’orchestre avec la ville de Bruxelles.
L’Orchestre a joué sous la direction des chefs les plus prestigieux tels Pierre Boulez ou Igor Markevitch et accompagné les solistes les plus réputés. De 2008 à 2015, Michel Tabachnik joue un rôle déterminant comme directeur musical ; il combine le répertoire traditionnel et la musique d'aujourd'hui d’une manière créative et accessible au public. Stéphane Denève lui a succédé avec la volonté de faire dialoguer les répertoires d'hier, d'aujourd'hui et de demain. À partir de septembre 2022, Kazushi Ono succédera Denève.
Le Brussels Philharmonic réside à Bruxelles dans le Studio 4 du bâtiment Flagey, très réputé pour son acoustique. C'est là qu'il donne de nombreux concerts. Il se produit aussi à Bozar, ainsi que dans les grandes salles et les centres culturels de la Flandre. Le Brussels Philharmonic a maintenant ses entrées dans toutes les capitales européennes. Il est régulièrement invité au Cadogan Hall de Londres, au Grosses Festspielhaus de Salzbourg. Il a aussi donné des concerts au Musikverein de Vienne, au Konzerthaus de Berlin et au Carnegie Hall de New York.

## Directeurs musicaux
Comme directeurs musicaux de l'orchestre se sont succédé :
- Fernand Terby (1978-1988)[7] ;
- Karl Anton Rickenbacher (1er chef invité, 1987-1988) ;
- Alexander Rahbari (1988-1996) ;
- Frank Shipway (1996-2001) ;
- Yoel Levi (2001-2008) ;
- Michel Tabachnik (2008-2015) ;
- Stéphane Denève (2015-2022[8]) ;
- Kazushi Ono (à partir de septembre 2022[8]).

## Créations
L'orchestre est le créateur d'œuvres de Karel Goeyvaerts (Litanies III, 1980), Francisco Guerrero (Datura fastuosa, 1974), André Laporte (Transit, 1979), Kaija Saariaho (L'Aile du songe, concerto pour flûte, 2001), Michel Tabachnik (Le Livre de Job, 2014), Frédéric van Rossum (Threni, 1969) et M. Weddington (Fire in the Lakes), notamment.

## Enregistrements

### Brussels Philharmonic Recordings
Depuis 2011, avec son propre label l'orchestre présente ses versions de référence du grand répertoire. 
- La Mer de Debussy | Brussels Philharmonic dir. par Michel Tabachnik, 2010
- La Symphonie no 9, « Du Nouveau Monde » de Dvořák | Brussels Philharmonic dir. par Michel Tabachnik, 2011
- La Symphonie no 6, « Pathétique » de Tchaïkovski | Brussels Philharmonic dir. par Michel Tabachnik, 2012
- Le Sacre du printemps de Stravinsky | Brussels Philharmonic dir. par Michel Tabachnik, 2013

### Deutsche Grammophon
- Pour sortir au jour - Guillaume Connesson | Mathieu Dufour (flûte) & Brussels Philharmonic dir. par Stéphane Denève, 2016
- Prokofiev: Romantic Suites | Brussels Philharmonic dir. par Stéphane Denève, 2017
- Lost Horizon - Guillaume Connesson | Renaud Capuçon (violon) & Timothy McAllister (saxophone) & Brussels Philharmonic dir. par Stéphane Denève, 2019
- Voice of Hope - Fazil Say | Camille Thomas (violoncelle) & Brussels Philharmonic dir. par Stéphane Denève, 2020

### Warner Classics
- Harp Concertos - Glière-Jongen-Rodrigo | Anneleen Lenaerts (harpe) & Brussels Philharmonic dir. par Michel Tabachnik, 2015
- Concertos for Bandoneon & Accordion - Piazzolla/Galliano | Gwen Cresens (bandonéon/accordéon) & Brussels Philharmonic dir. par Diego Matheuz, 2018
- Cinema | Renaud Capuçon & Brussels Philharmonic dir. par Stéphane Denève
- Nino Rota - Works for Harp | Anneleen Lenaerts (harpe) & Emmanuel Pahud (flûte) & Brussels Philharmonic dir. par Adrien Perruchon, 2019

### Evil Penguin Records
- Ein Deutsches Requiem - Johannes Brahms | Vlaams Radio Koor & Brussels Philharmonic dir. par Hervé Niquet, 2015
- Requiem - Gabriel Faure | Vlaams Radio Koor & Brussels Philharmonic dir. par Hervé Niquet, 2015
- Stabat Mater & Requiem - Francis Poulenc & Alfred Desencos | Vlaams Radiokoor & Brussels Philharmonic dir. par Hervé Niquet, 2019

### Naxos
- Robert Groslot - Concerto for Orchestra / Violin Concerto | Joanna Kurkowicz (violon) & Brussels Philharmonic dir. par Robert Groslot, 2018
- Robert Groslot - Concertos for Piano, Cello and Harp | Jan Michiels (piano), Ilia Yourivitch Laporev (violoncelle), Eline Groslot (harpe) & Brussels Philharmonic dir. par Robert Groslot, 2019
- Robert Groslot - The Intimacy of Distance | Charlotte Wajnberg (soprano) & Brussels Philharmonic dir. par Robert Groslot, 2021

### Antarctica Records
- Robert Groslot - Concerto for Bass Guitar and Orchestra | Thomas Fiorini (guitare basse) & Brussels Philharmonic dir. par Robert Groslot, 2022

### Palazzetto Bru Zane
- Prix de Rome I - Claude Debussy | Vlaams Radio Koor dir. par Hervé Niquet, 2009
- Prix de Rome II - Camille Saint-Saëns | Vlaams Radio Koor dir. par Hervé Niquet, 2010
- Prix de Rome III - Gustave Charpentier | Vlaams Radio Koor dir. par Hervé Niquet, 2011
- Prix de Rome IV - Max d'Ollone | Vlaams Radio Koor dir. par Hervé Niquet, 2013
- Opéra Français - Victorin de Joncières: Dimitri | Vlaams Radio Koor dir. par Hervé Niquet, 2014
- Portraits - Théodore Dubois | Vlaams Radio Koor dir. par Hervé Niquet , 2015
- Opéra Français - Félicien David: Herculanum | Vlaams Radio Koor dir. par Hervé Niquet, 2015
- Prix de Rome V - Paul Dukas | Vlaams Radio Koor dir. par Hervé Niquet, 2015
- Portraits - Marie Jaëll | Vlaams Radio Koor dir. par Hervé Niquet, 2016
- Portraits - Félicien David | Brussels Philharmonic & Vlaams Radio Koor dir. par Hervé Niquet, 2017
- Prix de Rome VI - Charles Gounod | Brussels Philharmonic & Vlaams Radio Koor dir. par Hervé Niquet, 2018

### Film Fest Gent
- For The Record | Brussels Philharmonic dir. par Dirk Brossé, 2007-2011
- Cliff Martinez | Brussels Philharmonic dir. par Dirk Brossé, 2014
- Alan Silvestri | Brussels Philharmonic dir. par Dirk Brossé, 2015
- Scoring for Scorsese | Brussels Philharmonic dir. par Dirk Brossé, 2013
- Ryuichi Sakamoto | Brussels Philharmonic dir. par Dirk Brossé, 2016
- Terence Blanchard | Brussels Philharmonic dir. par Dirk Brossé, 2017
- Carter Burwell | Brussels Philharmonic dir. par Dirk Brossé, 2018
- Marco Beltrami | Brussels Philharmonic dir. par Dirk Brossé, 2019

## Musique de film
Le Brussels Philharmonic s’est également forgé une belle reconnaissance internationale dans le domaine de la musique de film. Grâce à sa collaboration avec le Festival du Film de Gand, il a joué et enregistré des partitions de grands noms comme Howard Shore, John Williams ou Alberto Iglesias. La reconnaissance internationale est venue avec la bande originale, lauréate du Golden Globes, du film de Martin Scorsese, Aviator (2005) et plus récemment avec l'Oscar de la meilleure musique remportée par The Artist avec la bande originale de Ludovic Bource sous la direction de Ernst van Tiel. L'orchestre poursuivra dans le futur ses enregistrements de bandes originales pour le cinéma.

## Prix et nominations

### Récompenses
Ludovic Bource, The Artist (Sony Classical Records, 2011) : 
- Oscar de la meilleure musique de film, 2012 ;
- British Academy Film Award de la meilleure musique de film, 2012 ;
- César de la meilleure musique originale, 2012 ;
- Compositeur européen de l'année, 2011 ;
- Golden Globe de la meilleure musique de film, 2012.

Howard Shore, Aviator (Decca Records, 2005)
- Golden Globe de la meilleure musique de film 2005

### Nominations
Dirk Brossé, Parade's End
- Primetime Emmy Awards - Meilleure composition musicale pour une minisérie, un téléfilm ou un programme spécial 2013